# 대천중학교 (부산)
대천중학교(大川中學校)는 대한민국 부산광역시 남구 대연동에 있는 공립 중학교이다.

## 학교 연혁
- 1982년 12월 27일 : 설립인가
- 1983년 3월 1일 : 초대 김순종 교장 부임
- 1983년 3월 5일 : 개교 및 제1회 입학식(14학급 911명)
- 1983년 10월 10일 : 야구부 창단
- 1984년 4월 4일 : 교가 제정
- 2000년 3월 1일 : 남녀공학으로 개편(10학급)
- 2009년 11월 13일 : 부산광역시교육청지정 교육정보화인프라활용 연구학교 운영 보고회
- 2010년 2월 11일 : 부산광역시교육청 에너지교육 연구학교 지정
- 2021년 10월 19일 : 다목적강당 '한내관' 개관
- 2024년 2월 7일 : 제39회 졸업식(7학급 202명, 총 졸업생 16,637명)
- 2024년 3월 4일 : 제42회 입학식(7학급 199명)
- 2024년 9월 2일 : 제16대 하현선 교장 취임

## 참고 자료
- 대천중학교 - 한국교육학술정보원 학교알리미